# Benedikt Weichert
Benedikt Weichert (* 4. Juli 1979 in Dortmund) ist ein deutscher Eishockeytrainer, der als Torwartcoach zuletzt bis zum Ende der Saison 2024/25 für die Düsseldorfer EG in der Deutschen Eishockey Liga (DEL) aktiv war. Zuvor arbeitete er in derselben Funktion bereits für die Ligakonkurrenten Iserlohn Roosters, Grizzlys Wolfsburg, Hannover Scorpions, Schwenninger Wild Wings und Adler Mannheim sowie für den Deutschen Eishockey-Bund (DEB).

## Karriere
Benedikt Weichert begann in seiner Jugend mit dem Eishockey auf der Position des Torwarts. In der Saison 1997/98 stand er im Kader des Herner EV in der zweitklassigen 1. Liga Nord. Weichert spielte auch in der Junioren-Bundesliga für den Iserlohner EC und die Moskitos Essen. Seine weiteren Stationen waren die Juniorenteams Saanich Braves aus Kanada und Littleton Hawks aus den USA. Aufgrund eines Kniescheibenbruchs beendete er seine Karriere früh.
Daraufhin nahm Weichert Kontakt zu GDI auf, einem nordamerikanischen Torwarttraining-Unternehmen, dem er bereits seit 1997 angehörte und durch welches er selbst gefördert wurde. Er begann daraufhin unter Ian Clark, dem Torwarttrainer der Vancouver Canucks, eine Ausbildung zum Torwarttrainer und arbeitete anschließend mit Nachwuchstorhütern aus hohen Juniorenklassen zusammen. Seit 2006 ist Weichert Direktor von GDI Central Europe, einem Ableger des Goaltender Development Institute, an dem er auch eine Minderheitsbeteiligung hält. Ein Jahr später begann er mit der Veranstaltung eigener Trainingscamps für Profi- und Nachwuchstorhüter und wurde zudem Chefredakteur der deutschsprachigen Ausgabe der The Goalie News.
Von 2004 bis 2010 war Weichert als Torwarttrainer in der Nachwuchsabteilung der Iserlohn Roosters tätig. In der Saison 2008/09 arbeitete er bei den Grizzly Adams Wolfsburg mit den Torhütern Daniar Dshunussow und Oliver Jonas. Mit den Grizzlys ging er auch wieder in die Saison 2009/10. Kurz vor Beendigung seines BWL-Studiums an der Fachhochschule Dortmund wurde er auch Torwarttrainer der Profimannschaft der Iserlohn Roosters, um das junge deutsche Goalieduo aus Sebastian Stefaniszin und Danny aus den Birken zu fördern. Weitere Stationen waren, zeitweise auch parallel, die Hannover Scorpions, Hannover Indians und Schwenninger Wild Wings. Von 2013 bis 2018 trainierte er auch wieder das Wolfsburger Torwartgespann. Nach zwei Jahren bei den Adler Mannheim, mit denen er in der Saison 2019/20 Deutscher Meister geworden war, war er von 2020 bis 2025 für die Düsseldorfer EG tätig.
Zwischen 2015 und 2018 sowie erneut in der Saison 2024/25 arbeitet Weichert als Torwarttrainer auch für Nationalmannschaften unterschiedlicher Jahrgänge beim Deutschen Eishockey-Bund (DEB).